# 弗兰科奥索拉体育场
弗兰科奥索拉体育场（意大利语：Stadio Franco Ossola），意大利瓦雷泽市的一个多用途体育场。该体育场可进行足球项目以及自行车项目的比赛。该体育场的名称是为了纪念意大利足球运动员弗兰科·奥索拉（Franco Ossola）；弗兰科·奥索拉在1949年的苏佩尔加空难中不幸丧生。该体育场用作瓦雷泽足球俱乐部的主场。
该体育场亦称作路易吉加纳自行车赛车场，为纪念意大利自行车手路易·吉加纳。该自行车赛道曾经举办过1971年世界场地自由车锦标赛。